# Janusz Kamiński
 (mars 2019).
Si vous disposez d'ouvrages ou d'articles de référence ou si vous connaissez des sites web de qualité traitant du thème abordé ici, merci de compléter l'article en donnant les références utiles à sa vérifiabilité et en les liant à la section « Notes et références ».
Pour les articles homonymes, voir Kaminski.
Janusz Kamiński est un réalisateur et directeur de la photographie polonais, né le 27 juin 1959 à Ziębice, en Pologne. Il est le chef opérateur attitré de Steven Spielberg. Il vit aux États-Unis depuis 1981.

## Biographie
Janusz Kaminski suit les cours de l'académie du cinéma de Łódź. Il intègre ensuite le Collège Columbia de Chicago dont il sort diplômé en 1987. Il a fait un stage à l'American Film Institute qui conclut sa formation.
Il débute dans des films de Série B notamment pour Roger Corman comme électricien puis chef électricien. Il est promu directeur de la photographie en seconde équipe en 1991 sur le film Streets sous la direction du chef opérateur Phedon Papamichael.
En 1991, il est chef opérateur sur le téléfilm La Petite Sauvage réalisé par Diane Keaton. Son travail attire l'attention de Steven Spielberg, qui en fait son chef opérateur attitré. Il travaille sur les films de ce dernier depuis La Liste de Schindler en 1993.

### Vie privée
Janusz Kamiński a été marié à l'actrice américaine Holly Hunter entre 1995 et 2001. Il épouse Rebecca Rankin le 12 janvier 2004.

## Filmographie

### Directeur de la photographie

#### Longs métrages
- 1991 : Cool as Ice de David Kellogg
- 1991 : Pyrates de Noah Stern
- 1993 : La Liste de Schindler (Schindler's List) de Steven Spielberg
- 1993 : Les Aventures d'Huckleberry Finn (The Adventures of Huck Finn) de Stephen Sommers
- 1993 : Une belle emmerdeuse (Trouble Bound) de Jeffrey Reiner
- 1994 : Little giants de Duwayne Dunham
- 1995 : Les Légendes de l'Ouest (Tall Tale) de Jeremiah S. Chechik
- 1995 : Le Patchwork de la vie (How to Make an American Quilt) de Jocelyn Moorhouse
- 1996 : Jerry Maguire de Cameron Crowe
- 1997 : Le Monde perdu : Jurassic Park (The Lost World: Jurassic Park) de Steven Spielberg
- 1997 : Amistad de Steven Spielberg
- 1998 : Il faut sauver le soldat Ryan (Saving Private Ryan) de Steven Spielberg
- 2001 : A.I. Intelligence artificielle (Artificial Intelligence: AI) de Steven Spielberg
- 2002 : Minority Report de Steven Spielberg
- 2002 : Arrête-moi si tu peux (Catch Me If You Can) de Steven Spielberg
- 2004 : Le Terminal (The Terminal) de Steven Spielberg
- 2005 : La Guerre des mondes (War of the Worlds) de Steven Spielberg
- 2006 : Munich de Steven Spielberg
- 2006 : Le Scaphandre et le Papillon de Julian Schnabel
- 2008 : Indiana Jones et le Royaume du crâne de cristal (Indiana Jones and the Kingdom of the Crystal Skull) de Steven Spielberg
- 2009 : Funny People de Judd Apatow
- 2011 : Cheval de guerre (War Horse) de Steven Spielberg
- 2011 : Les Aventures de Tintin : Le Secret de La Licorne (The Adventures of Tintin : The Secret of the Unicorn) de Steven Spielberg
- 2011 : Comment savoir (How Do You Know) de James L.Brooks
- 2012 : Lincoln de Steven Spielberg
- 2014 : Le Juge (The Judge) de David Dobkin
- 2015 : Le Pont des Espions (Bridge of Spies) de Steven Spielberg
- 2016 : Le Bon Gros Géant (The BFG) de Steven Spielberg
- 2017 : Pentagon Papers (The Post) de Steven Spielberg
- 2018 : Ready Player One de Steven Spielberg
- 2021 : West Side Story de Steven Spielberg
- 2022 : The Fabelmans de Steven Spielberg
- 2024 : Blue et Compagnie (IF) de John Krasinski
- 2026 : Disclosure de Steven Spielberg

#### Courts métrages
- 2004 : Jumbo Girl de Daniel Curran
- 2008 : Mission zéro de Kathryn Bigelow
- 2013 : Broken Night de Guillermo Arriaga

#### Télévision
- 1991 : La Petite Sauvage (Wildflower) de Diane Keaton
- 1993 : Class of '61 de Gregory Hoblit

### Réalisateur

#### Cinéma
- 2000 : Les Ames perdues (Lost Souls)
- 2007 : Hania
- 2013 : Making a Scene (court métrage)
- 2021 :  American Dream

#### Télévision
- 2011 : The Event (saison 1 - épisode 15 'Face Off')
- 2014 : The Divide (saison 1 - épisode 4 'Never Forget')

## Distinctions

### Récompenses
- 1994 : Oscar de la meilleure photographie pour La Liste de Schindler
- 1994 : British Academy Film Award de la meilleure photographie pour La Liste de Schindler
- 1997 : Satellite Award de la meilleure photographie pour Amistad
- 1999 : Oscar de la meilleure photographie pour Il faut sauver le soldat Ryan
- 2007 : Satellite Award de la meilleure photographie]pour le Scaphandre et le papillon
- 2007 : prix Vulcain de l'artiste technicien pour le Scaphandre et le papillon
- 2011 : Satellite Award de la meilleure photographie pour Cheval de guerre
- 2012 : Meilleure photographie au International Online Film Critics' Poll pour Lincoln
- Festival du film de Hollywood 2015 : Hollywood Cinematography Award pour Le Pont des espions

### Nominations
- Oscars 1998 : Oscar de la meilleure photographie pour Amistad
- Oscars 2008 : Oscar de la meilleure photographie pour Le Scaphandre et le Papillon
- Oscars 2012 : Oscar de la meilleure photographie pour Cheval de guerre
- Oscars 2013 : Oscar de la meilleure photographie pour Lincoln
- Oscars 2022 : Oscar de la meilleure photographie pour West Side Story